# Citoplasmă

Grafică arătând citoplasma unei celule animale
(1) nucleol
(2) nucleu
(3) ribozomi
(4) veziculă
(5) reticul endoplasmatic rugos
(6) aparatul Golgi
(7) citoschelet
(8) reticul endoplasmatic neted
(9) mitocondrie
(10) vacuolă
(11) citoplasmă
(12) lizozom
(13) centrioli

Citoplasma (numită și citozol) reprezintă mediul intracelular, situat între membrana celulară și nucleul unei celule, constituind masa fundamentală a acesteia. În citoplasmă se află organite comune, precum ribozomii, mitocondriile, aparatul Golgi (format din dictiozomi), vacuolele, lizozomi, reticulul endoplasmatic, peroxizomi, glioxizomi, precum și organite specifice, așa cum sunt plastidele, cloroplastul, neurofibrilele, miofibrilele, centrozomul (centrul celular), cili, flageli, incluziuni ergastice (citoplasmatice) și corpusculii Nissl (corpi tigroizi), aflate în citosol, fluidul vâscos în care se petrec toate reacțiile intracelulare.
O masă citoplasmatică cu mai mulți nuclei (cu mai multe nuclee) se numește sincițiu (plasmodiu).

## Structura
Citoplasma este alcătuită din:
- Citoplasmă fundamentală=hialoplasmă=l;
- Citoplasmă diferențiată în organite celulare comune și specifice;
- Incluziuni citoplasmatice (ergastice).

### Citoplasma fundamentală (hialoplasma/citosolul)
- Este o soluție apoasă de săruri.
- Macromoleculele formează soluții coloidale care prezintă: mediu de dispersie (apa) și fază dispersată.

- Citosolul sau hialoplasma se poate afla în:

starea de sol (apoasă, lichida
) - este starea optimă de funcționare a hialoplasmei;
starea de gel (vâscoasă, semisolidă).
- Citosolul prezintă un schelet format din 3 tipuri de proteine: microfilamente, microtubuli, proteine intermediare.

- Rolul citoscheletului este de a menține forma celulei și de a ajuta la realizarea mișcărilor acesteia.

### Citoplasma diferențiată în organite celulare (granuloplasma)
Organitele celulare pot fi:
- comune (sunt prezente în toate celulele):reticulul endoplasmatic rugos,reticulul endoplasmatic neted, mitocondriile,ribozomi,lizozomi,aparatul golgi,centrozomul.
- specifice (sunt prezente doar în anumite celule).

Organitele provin din:
- mediul extern, introduse prin fagocitoză (invaginarea celulei), întrucât au rezistat digestiei și au rămas ca simbionzi intracelulari.
- compartimentarea hialoplasmei de biomembrane, provenite din reticulul endoplasmatic și aparatul Golgi.